# Казарян, Манук
Манук Казарян (арм. Մանուկ Ղազարյան; род. 23 октября 1983 г.) — армянский джазовый пианист, композитор, клавишник.

## Биография
Манук Казарян начал концертную деятельность в 2005 году и через четыре года, в 2009-м, его Manuk Ghazaryan Band стал победителем международного конкурса Bucharest Jazz Competiton в Румынии. С 2011 года коллектив работает в Москве, в 2013 году стал финалистом конкурса молодых исполнителей «Усадьба Jazz 2013».
В составе группы исключительно музыканты первого ряда, участники фестивалей во Франции, Германии, Нидерландах, «Кавказ-джаз фестиваля», а также концертов в Никосии (Кипр), Бейруте (Ливан) и т. д.
Казарян работал над фильмом Сарика Андреасяна «Гудбай, Америка» 2020 года.
Манук Казарян написал музыку для фильма «Робо».
Также, музыкант сочинял композиции для сериала «Чикатило» 2021 года.

## Дискография
| Год  | Альбом                       | Издатель      |
| ---- | ---------------------------- | ------------- |
| 2010 | Армянский джаз 70 Art Voices | Sharm holding |